# エシャ・グプタ
エシャ・グプタ（ईशा गुप्ता、Esha Gupta、1985年11月28日 - ）は、インドの俳優、モデル。 
2007年ミスインディア（MissIndia）3位出身。